# Fashion One
Fashion One est une chaîne de télévision consacrée au luxe et à la mode, elle est lancée le 8 avril 2010. Elle est principalement diffusée sur le satellite via les plates-formes Astra et Canalsat et depuis décembre 2015 sur Nilesat. Fashion One a pour ambition de détrôner la chaîne leader sur ce créneau Fashion TV.

## Identité visuelle

### Logos

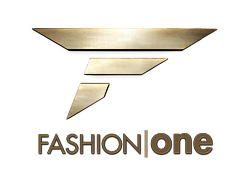
Logo de Fashion One
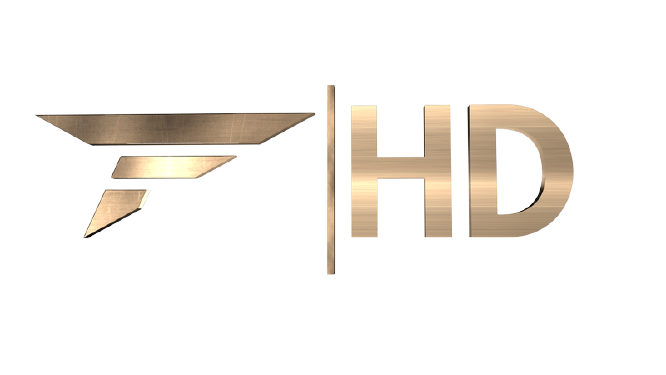
Logo de Fashion One HD

## Slogans
- Depuis [Quand ?] : « Always First »

## Programmes
- Fashion Dictionnary
- Invitation Only